# Samarbetsnämnden för journalisthögskolorna

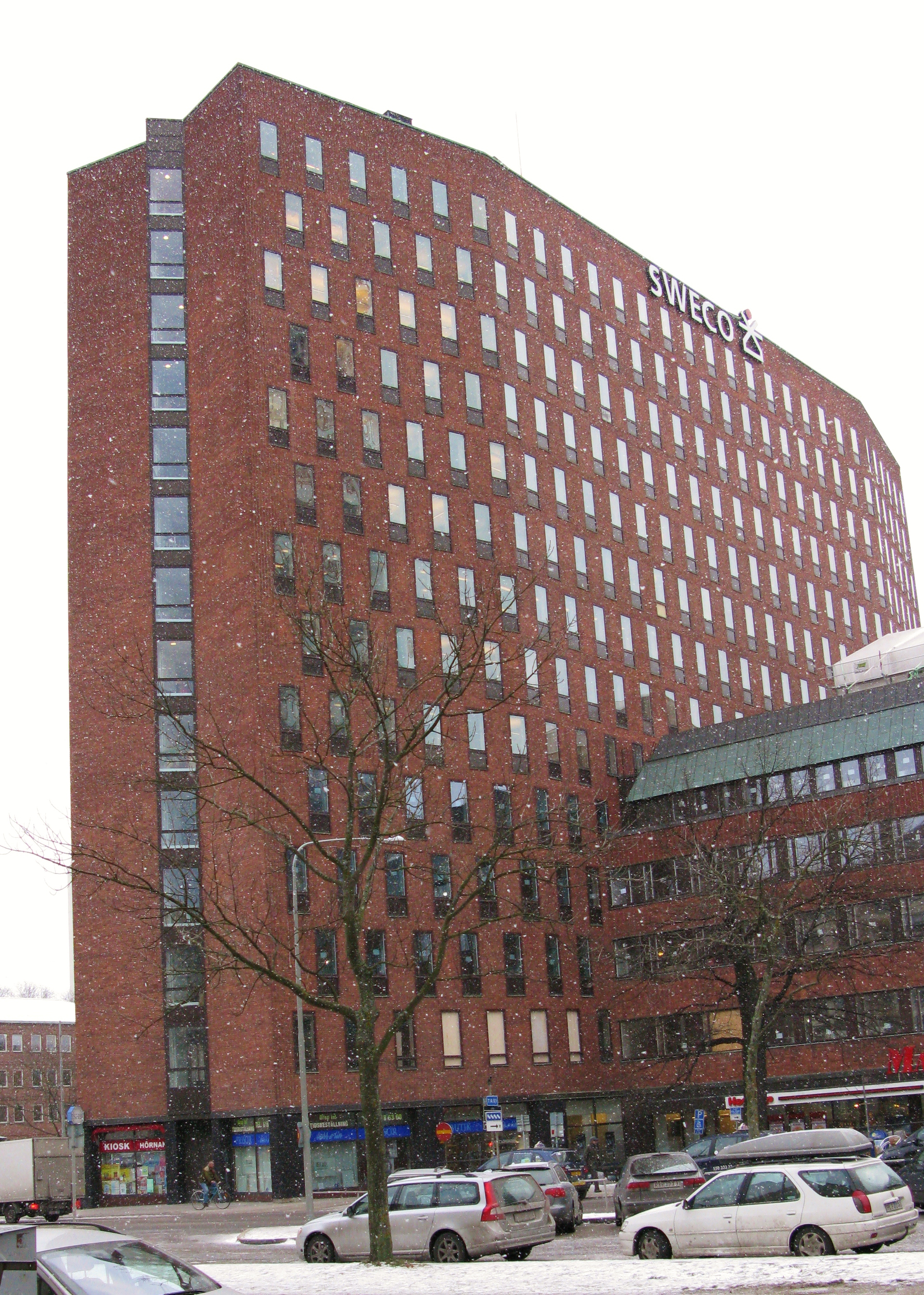
Den nybildade journalisthögskolan i Stockholm höll till i fd journalistinstitutets lokaler, i dåvarande Svenska Dagbladets hus.

Samarbetsnämnden för journalisthögskolorna upprättades 1967 då Sveriges två journalistinstitut ombildades till journalisthögskolor. Den ersatte samarbetsnämnden för journalistinstituten. Uppdraget var att främja samordningen av journalisthögskolornas verksamhet och administrera antagningen av studerande. Till följd av högskolereformen 1977 upphörde den 1976 och verksamheten överfördes till universitets- och högskoleämbetet.

### Fotnoter
1. ↑  Riksarkivets beståndsöversikt, del 5, 1999. ”Riksarkivet”. Samarbetsnämnden för journalisthögskolorna. http://sok.riksarkivet.se/?postid=ArkisRef+SE%2fRA%2f420246.